# Água Doce do Maranhão
Água Doce do Maranhão é um município brasileiro do estado do Maranhão.

## História
As origens do município de Água Doce do Maranhão são atribuídas a pescadores do povoado pesqueiro de Barro Duro, então pertencente ao município de Tutóia, que vinham para as proximidades destas terras desde o século XVIII, de acordo com a história oral.
Com o passar do tempo, algumas famílias (Pedro Carvalho e Águida Rosa, Manoel Araújo "Tico Pá") desse povoado acabaram vindo a migrar para estas terras começando assim com um povoado situado dentro do território que na época já tinha passado a pertencer ao município de Araioses. Este povoado foi crescendo até se tornar uma vila, quando foi construída a sua primeira rua de Água Doce, chamada de rua São Sebastião, distrito de Araioses. 
Em 10 de novembro de 1994, Água Doce do Maranhão foi elevada à condição de cidade com a sua emancipação política sancionada pelo governador maranhense em exercício, José Ribamar Fiquene, que autorizou o plebiscito. Nesta consulta popular, opção pelo desmembramento em relação à Araioses sagrou-se vencedora com 3.063 (três mil e sessenta e três) eleitores votando a favor da emancipação que foi concretizada com a promulgação da Lei estadual nº 6.197/1994.

## Geografia
Em 2024, a área do território do município de Água Doce do Maranhão era de 442,292 quilômetros quadrados, o que o colocava na posição 176 dos 217 municípios do estado do Maranhão. 
Demografia
A população de Água Doce do Maranhão recenseada pelo IBGE em 2022 foi de  12 142 habitantes.
| População no último censo [2022] | 12.142 pessoas                          |
| População estimada [2024]        | 12.446 pessoas                          |
| Densidade demográfica [2022]     | 27,45 habitante por quilômetro quadrado |

Fonte: IBGE
Educação
Em 2010, a taxa de escolarização de 6 a 14 anos de idade no município de Água Doce do Maranhão era de 98,8%. Comparando-se com os outros municípios do Estado, ficava na posição 19 de 217. Em relação ao Índice de Desenvolvimento da Educação Básica (IDEB), no ano de 2023, para os anos iniciais do ensino fundamental na rede pública era 4,6 e para os anos finais, de 3,5.
| Taxa de escolarização de 6 a 14 anos de idade [2010]             | 98,3 %           |
| IDEB – Anos iniciais do ensino fundamental (Rede pública) [2023] | 4,6              |
| IDEB – Anos finais do ensino fundamental (Rede pública) [2023]   | 3,5              |
| Matrículas no ensino fundamental [2023]                          | 1.892 matrículas |
| Matrículas no ensino médio [2023]                                | 810 matrículas   |
| Docentes no ensino fundamental [2023]                            | 149 docentes     |
| Docentes no ensino médio [2023]                                  | 36 docentes      |
| Número de estabelecimentos de ensino fundamental [2023]          | 30 escolas       |
| Número de estabelecimentos de ensino médio [2023]                | 2 escolas        |

Fonte: IBGE
Economia
Em 2021, o PIB per capita do município de Água Doce do Maranhão era de R$ 7.986,15. Comparando-se com os outros municípios do Estado ficava na posição 153 dos 217. Já o percentual de receitas externas em 2023 era de 90,14%, o que o colocava na posição 157 dos 217 municípios do estado do Maranhão.
| Salário médio mensal dos trabalhadores formais [2022]                                             | 2,0 salários mínimos |
| Pessoal ocupado [2022]                                                                            | 732 pessoas          |
| População ocupada [2022]                                                                          | 6,03%                |
| Percentual da população com rendimento nominal mensal per capita de até 1/2 salário mínimo [2010] | 55,2%                |

Fonte: IBGE
Saúde
Em 2022, a taxa de mortalidade infantil média no município de Água Doce do Maranhão era de 12,42 para 1.000 nascidos vivos. Para além, em 2009, a cidade contava com nove estabelecimentos de saúde ligados ao Sistema Único de Saúde (SUS).
Meio Ambiente
O município de Água Doce do Maranhão apresenta como bioma predominante o cerrado. Em 2010, a cidade apresentava 1,3% de domicílios com esgotamento sanitário adequado, além de 30,1% de domicílios urbanos em vias públicas com arborização e 1,7% de domicílios urbanos em vias públicas com urbanização adequada.

## Organização Político-Administrativa
O Município de Água Doce do Maranhão possui uma estrutura político-administrativa composta pelo Poder Executivo, chefiado por um Prefeito eleito por sufrágio universal, o qual é auxiliado diretamente por secretários municipais nomeados por ele, e pelo Poder Legislativo, institucionalizado pela Câmara Municipal de Água Doce do Maranhão, órgão colegiado de representação dos munícipes que é composto por vereadores também eleitos por sufrágio universal.

### Principais autoridades do município
- Prefeito: Thalita e Silva Carvalho Dias - MDB (2017-)[10]
- Vice-prefeito: Willian da Silva Lima - PDT (2017-)[10]
- Presidente da câmara: Tudes Jose Cardoso Silva - (2017/2020)

## Últimos prefeitos eleitos
| Ano  | Prefeito     | Partido | Votos | %     | Ref    |
| ---- | ------------ | ------- | ----- | ----- | ------ |
| 2012 | Rocha Filho  | PV      |       |       | [ 11 ] |
| 2016 | Thalita Dias | PMDB    | 4.111 | 47,61 | [ 12 ] |
| 2020 | Thalita Dias | MDB     | 4.672 | 53,22 | [ 13 ] |
| 2024 | Eliane Dias  | PDT     | 4.686 | 50,32 | [ 14 ] |